# Henry Armstrong
Henry Armstrong, pseudonimo di Henry Melody Jackson, Jr., soprannominato "Homicide Hank" (Columbus, 12 dicembre 1912 – 22 ottobre 1988), è stato un pugile statunitense.
Campione del mondo dei pesi piuma dal 1937 al 1938, dei pesi leggeri dal 1938 al 1939 e dei pesi welter dal 1938 al 1940, è uno dei pochissimi pugili ad aver detenuto tre titoli in tre diverse categorie di peso contemporaneamente.
La International Boxing Hall of Fame lo ha riconosciuto fra i più grandi pugili di ogni tempo.
Fu eletto Fighter of the year (pugile dell'anno) dalla rivista statunitense Ring Magazine nel 1937.
Nel 2002 Ring Magazine pubblicò una classifica degli 80 migliori pugili pound for pound degli ultimi 80 anni: Armstrong è terzo dietro a Muhammad Ali e davanti a Joe Louis .

## Gli inizi
Figlio di un afroamericano con discendenze irlandesi e di una irochese. La nonna era una ex-schiava nera attraente, orgogliosa e forte che lavorò nei campi di cotone del padrone (da cui ebbe 15 figli). La Famiglia di Henry si trasferì presto a St. Louis, dove il futuro campione iniziò a praticare il pugilato.

## Carriera da professionista
Suoi avversari furono Benny Bass, Chalky Wright, Barney Ross, Tippy Larkin, Lou Ambers, Ceferino Garcia, Fritzie Zivic, Sugar Ray Robinson.